# إنتر ميلان موسم 2008–09
كان موسم 2008–09 هو الموسم الـ100 في تاريخ نادي إنتر ميلان لكرة القدم والموسم الـ93 على التوالي في دوري الدرجة الأولى الإيطالي لكرة القدم. كان هذا هو الموسم الأول للمدير الفني الجديد لإنتر جوزيه مورينيو.